# Harold Haefner

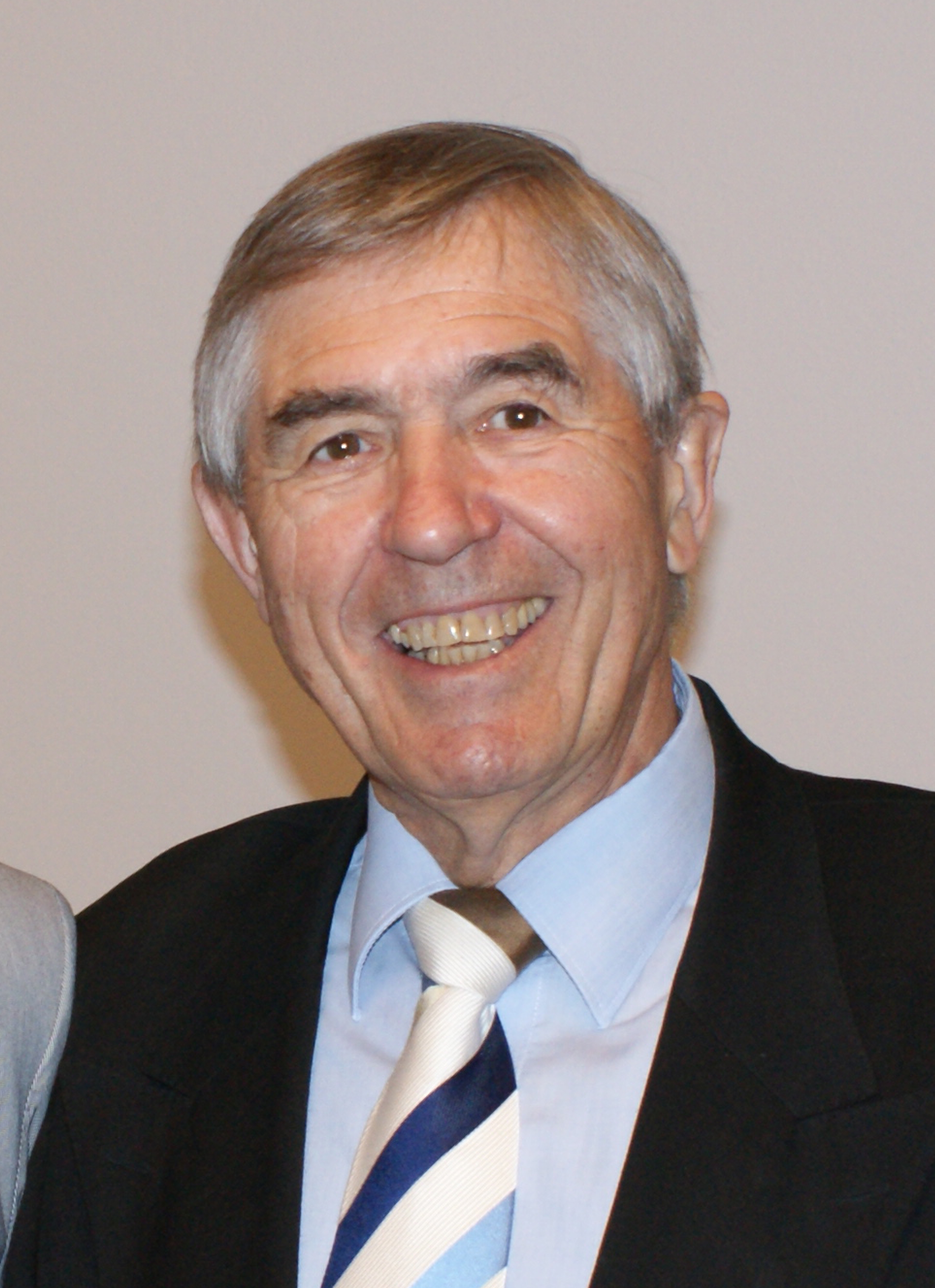
Harold Haefner (2010)

Harold Haefner (* 21. November 1933 in Thayngen; † 10. Oktober 2022) war ein Schweizer Professor für Geographie an der Universität Zürich.

## Leben und Werk
Harold Haefner wurde im Schaffhauser Dorf Thayngen als Sohn des Lehrers Harold und der Marie (geb. Baumberger) geboren. Von 1956 bis 1963 studierte er Geographie an der Universität Zürich. Im Jahr 1963 schrieb er seine Dissertation über die Luftbildinterpretation im Hochgebirge, 1969 seine Habilitation zur Kulturlandschaft der Sierra Nevada.
Er arbeitete zuerst als Assistenzprofessor, ab 1972 als ausserordentlicher Professor, und von 1980 bis 2000 als ordentlicher Professor für Geographie an der Universität Zürich mit den Schwerpunkten Fernerkundung und natürliche Ressourcen. Er entwickelte Methoden zur Auswertung von Luft- und Satellitenbildern und Anwendungen in den Bereichen Schneehydrologie, Vegetation, Ressourcen-Management, Landnutzung, Landschaftsökologie und Entwicklungsländerforschung. Seine Forschungen fanden unter anderem in Indien, Sri Lanka, Jemen und an der Westküste der USA statt. 1986 gründete er die «Remote Sensing Laboratories», eine Abteilung für Fernerkundung, an der Universität Zürich. Zusätzlich war er von 1996 bis 1998 Dekan der mathematisch-naturwissenschaftlichen Fakultät.
1988 wurde Harold Haefner Mitglied der neu gegründeten Academia Europaea. Er war Ehrenmitglied der Geographisch-Ethnographischen Gesellschaft Zürich.
Harold Haefner war verheiratet mit Urte Sierck, hatte vier Kinder und lebte auf der Forch. Er verstarb im Oktober 2022 im Alter von 88 Jahren.